# Agdistis

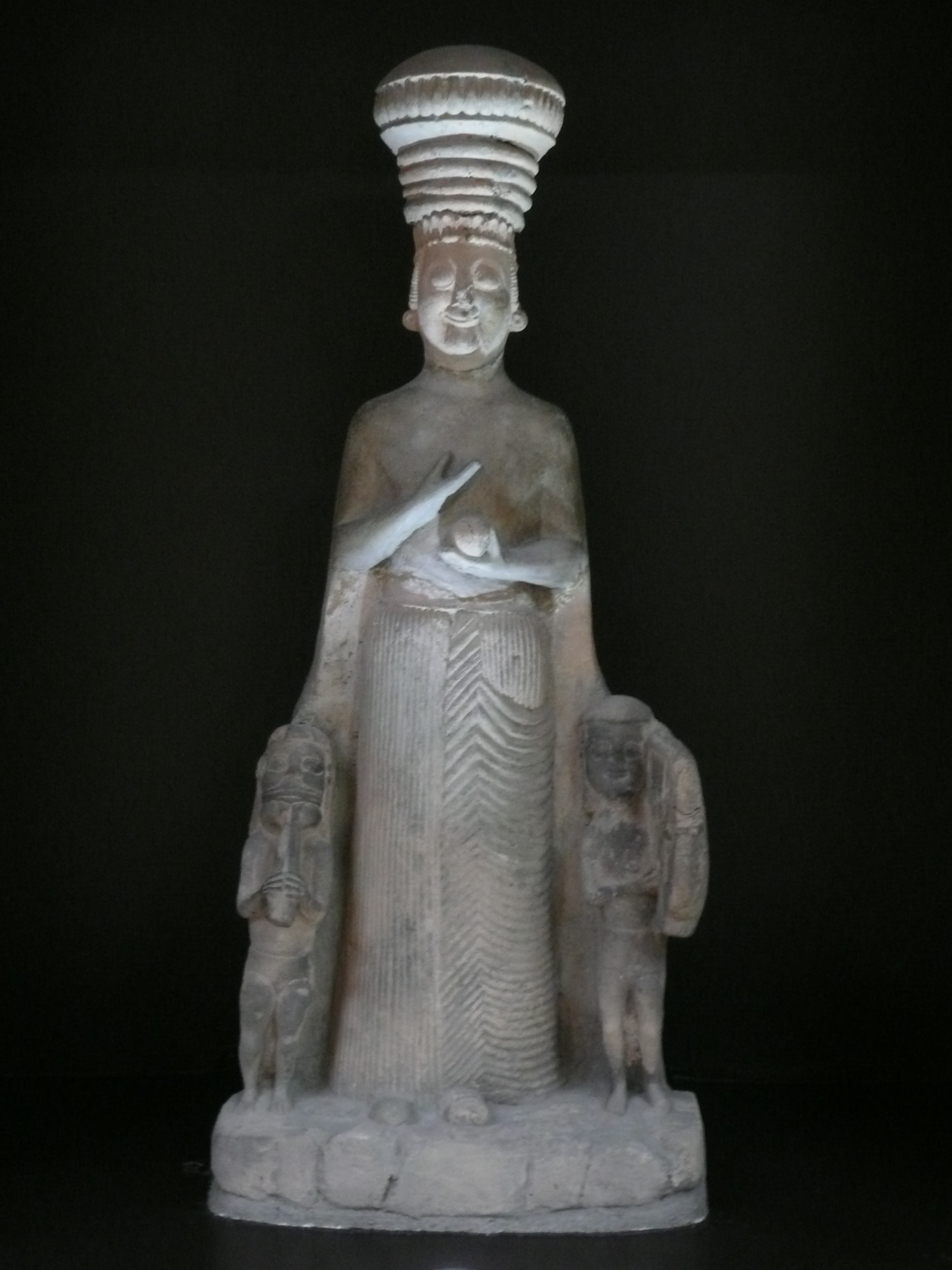
, una figura mitológica conocida por su naturaleza andrógina. La estatuilla presenta un cuerpo humano con características tanto masculinas como femeninas, simbolizando la dualidad de Agdistis. La figura tiene una postura erguida y majestuosa, con detalles que resaltan su fuerza y presencia.
El rostro de la estatuilla es sereno pero poderoso, con rasgos que combinan suavidad y firmeza. La vestimenta es elaborada, posiblemente con elementos que representan su conexión con la naturaleza y la fertilidad, como hojas o flores. Los brazos y piernas están bien definidos, mostrando un equilibrio entre la gracia y la fuerza física.
Esta representación artística captura la esencia de Agdistis, destacando su papel como una figura poderosa y ambigua en la mitología, que desafía las normas tradicionales de género.

Agdistis (en griego antiguo: Ἄγδιστις) era una deidad o figura mitológica presente en las mitologías griega, romana y anatolia. Está asociado con el culto de otra diosa importante, la Gran Madre, que es una advocación de la diosa frigia Cibeles. Era un personaje andrógino que fue visto como un símbolo que poseía una naturaleza salvaje y sin control y como rasgo distintivos de los demás seres mitológicos era una amenaza para los dioses, por ende, fue condenado y destruido por ellos.